# بوارن استریم
بوارن استریم (به هلندی: Boornsterhem) یک منطقهٔ مسکونی در هلند است که در فریسلاند واقع شده‌است. بوارن استریم ۱۶۸٫۵۸ کیلومتر مربع مساحت و ۱۹٬۴۸۲ نفر جمعیت دارد و ۰ متر بالاتر از سطح دریا واقع شده‌است.